# Clavariana aquatica
Clavariana aquatica är en svampart som beskrevs av Nawawi 1976. Clavariana aquatica ingår i släktet Clavariana, divisionen sporsäcksvampar och riket svampar.   Inga underarter finns listade i Catalogue of Life.